# Friedrich-Ludwig-Jahn-Gymnasium Greifswald
Das Friedrich-Ludwig-Jahn-Gymnasium ist ein Gymnasium in Greifswald. Es wurde im Jahre 1561 als städtische Schule gegründet und ist eine der ältesten Schulen im deutschsprachigen Raum.

## Schulleben
Das Gymnasium hat die 7. bis 12. Jahrgangsstufe. Das Fremdsprachenangebot ist breit gefächert: So wird u. a. Spanisch und Schwedisch angeboten. Das Gymnasium gehört zu den vier Schulen mit humanistischem Profil in Mecklenburg-Vorpommern. Es gibt bilingualen Unterricht und iPad-Klassen. Chor und Musical kann belegt werden.

## Geschichte
Das heutige Friedrich-Ludwig-Jahn-Gymnasium wurde 1561 als Schola Senatoria (Ratsschule) durch Zusammenfassung der drei örtlichen Trivialschulen gegründet und in einem Trakt des „Grauen Klosters“ untergebracht – so hieß das nach der Reformation aufgegebene Franziskanerkloster Greifswald. Während des Rektorats von Lucas Tacke von 1582 bis 1612 stieg die Zahl der Schüler auf 300 an. Im Dreißigjährigen Krieg und den nachfolgenden Konflikten in Schwedisch-Pommern ging im 17. Jahrhundert die Schülerzahl stark zurück.
1726 wurde nach Verhandlungen des Generalsuperintendenten Albrecht Joachim von Krakevitz mit dem Rat und der Geistlichkeit eine neue Schulordnung erlassen, die auf den Thesen des Halleschen Pädagogen August Hermann Francke basierte. Der Niedergang der Schule setzte sich jedoch weiter fort. Die Schülerzahl ging in der zweiten Hälfte des 18. Jahrhunderts bis auf 16 zurück. Das baufällige Schulgebäude konnte nur provisorisch repariert werden. Nachdem die Schule unter Theophilus Coelestinus Piper 1783 ihren Tiefpunkt erreicht hatte, gelang es seinem Nachfolger Heinrich Ehrenfried Warnekros eine grundlegende Reform der Schule durchzusetzen. Unterstützt durch die Regierung in Stralsund und die Bürgerschaft wurde mit der Umwandlung in eine „Gelehrten- und deutsche Schule“ eine bürgerliche Bildungsanstalt geschaffen. Zugunsten von Mathematik, Deutsch, Geschichte und Naturwissenschaften wurde der Unterricht in den Alten Sprachen reduziert. Nach Entwürfen des Universitätszeichenlehrers Johann Gottfried Quistorp wurde auf den Grundmauern der früheren Klosterkirche ein neues Schulgebäude errichtet und 1799 eingeweiht, worin sich heute die Gemäldegalerie des Pommerschen Landesmuseums befindet. 1800 hatte die Schule wieder 101 Schüler.
Mit dem vom Rektor Christian Wilhelm Ahlwardt 1816 nach dem Übergang Schwedisch-Pommerns an Preußen eingeführten neuen Lehrplan erhielt die Einrichtung den Charakter einer gelehrten Schule. Um 1820 wurde die Schule in ein Humanistisches Gymnasium im Sinne Wilhelm von Humboldts umgewandelt. 1848 wurde eine daneben eine Realabteilung eröffnet und wegen der dadurch anwachsenden Schülerzahl 1870 das heutige Gebäude am Wall bezogen. 1913 ging das Gymnasium aus der städtischen in preußische Verwaltung über und wurde später in die Gruppe der 17 staatlich besonders bedeutungsvollen Bildungseinrichtungen übernommen. Seit 1937 hieß das Gymnasium „Friedrich-Ludwig-Jahn-Schule“, der humanistische Charakter ging verloren. 1947 wurde das Lyzeum der Oberschule angeschlossen, 1948 die Koedukation eingeführt. 1958 wurde die Schule in eine Erweiterte Oberschule umgewandelt. Die Schülerin Angela Marquardt verpflichtete sich 1987 als Inoffizieller Mitarbeiter der Stasi, um Informationen über ihr Umfeld zu geben.
1991 wurde wieder ein grundständiges Gymnasium eröffnet, beginnend mit der 5. Klasse.

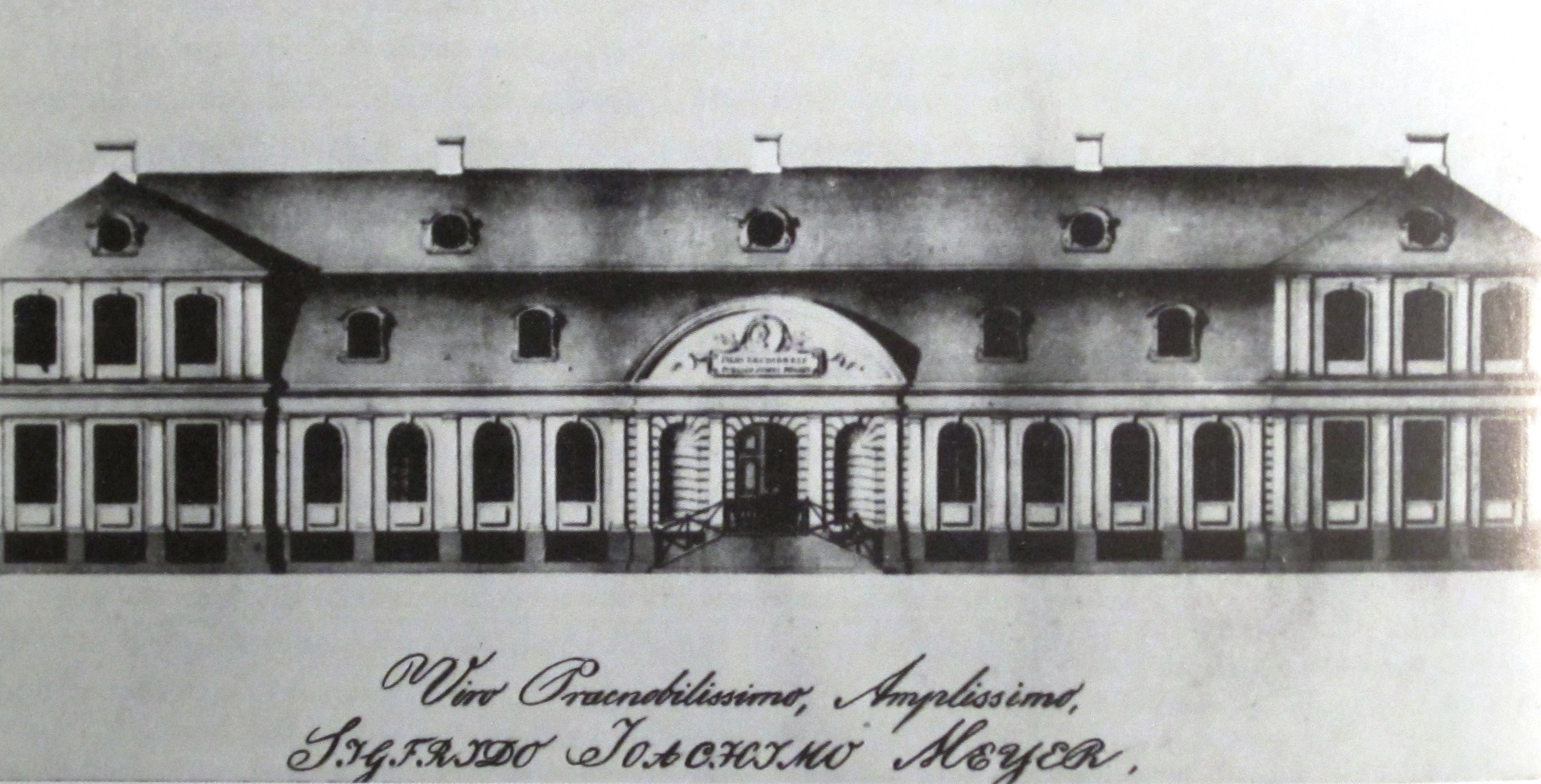
Altes Gymnasium in der Mühlenstraße. Aquarell von Anton Heinrich Gladrow
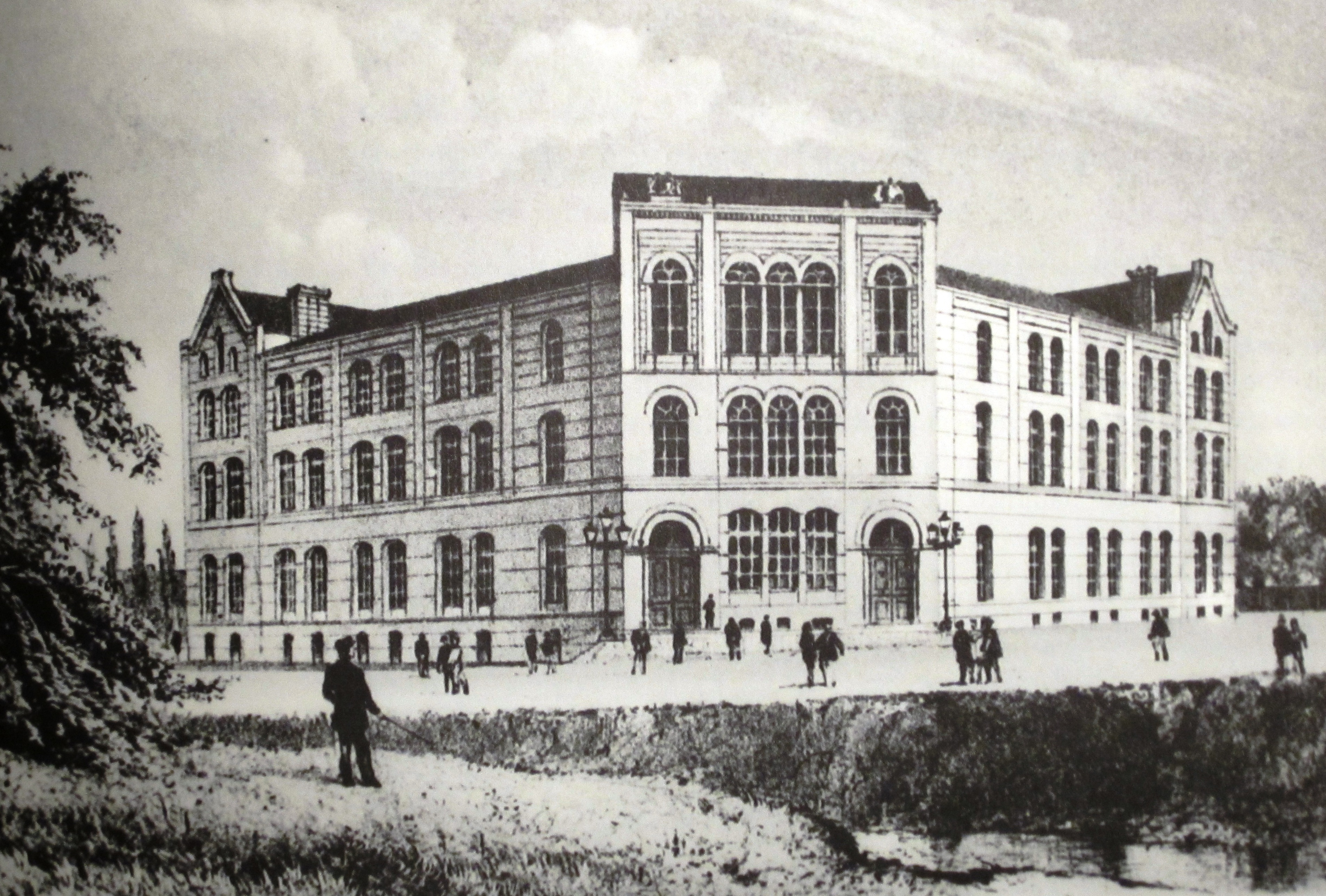
Neues Gymnasium. Lithographie von R.Geissler 1869
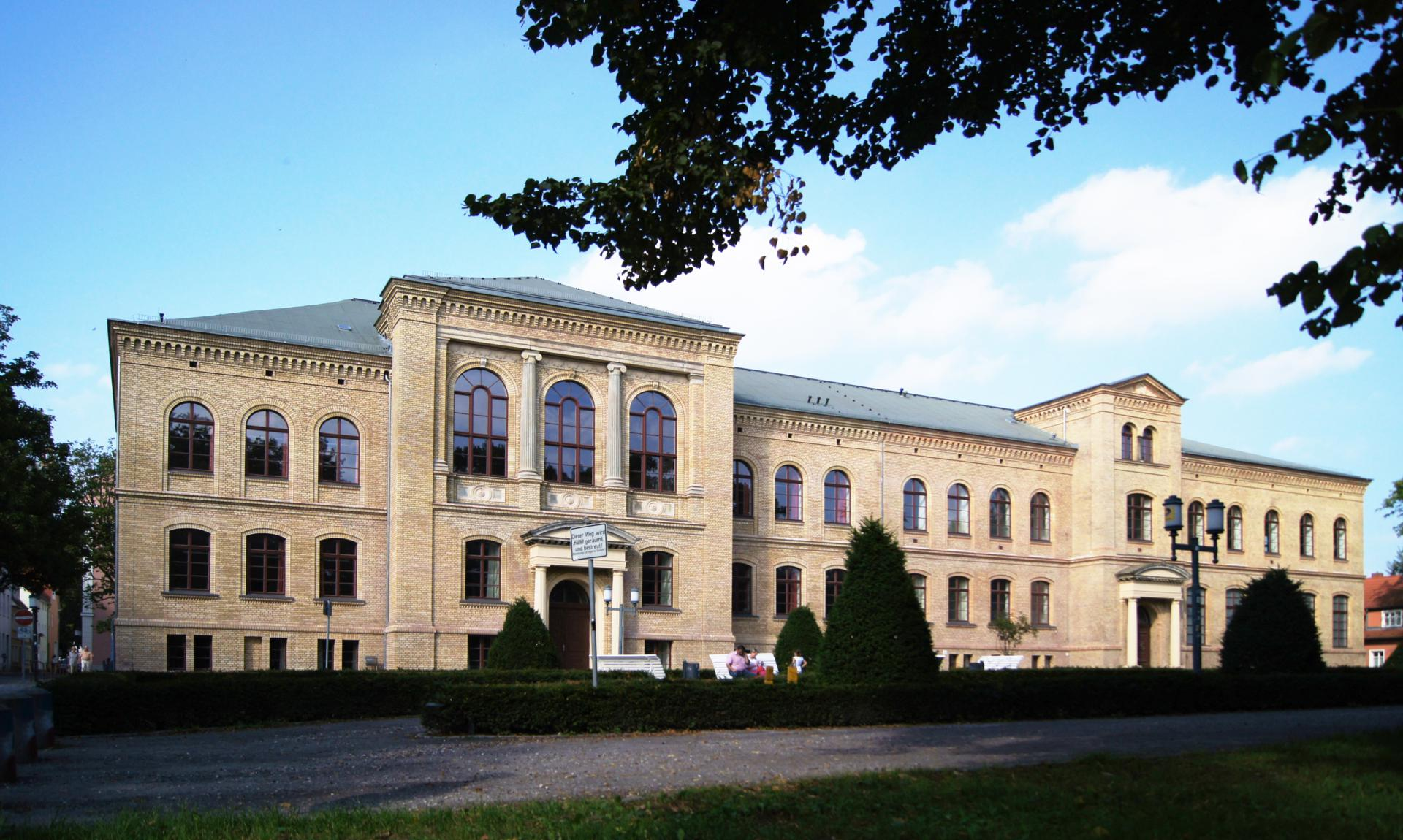
Die ehemalige August-Bebel-Schule dient seit den 1990er Jahren als Haus II

## Lehrer
- 1582–1612 Lukas Taccius, Rektor
- 1745–1764 Hermann Jacob Lasius, Philologe, Rektor
- 1764–1767 Johann August Kriebel, Theologe, Rektor
- 1768–1783 Theophilus Coelestinus Piper, Theologe, Rektor
- 1783–1807 Heinrich Ehrenfried Warnekros, Philologe, Rektor
- 1808–1810 Andreas Christoph Niz, Philologe, Rektor
- 1810–1813 Gottlieb Mohnike, Theologe, Konrektor
- 1811–1817 Christian Wilhelm Ahlwardt, Philologe, Rektor
- 1819–1836 Christian David Breithaupt, Theologe, Rektor
- 1830–1854 Hermann Paldamus, Philologe, Prorektor
- 1850–1861 Robert Heinrich Hiecke, Philologe, Rektor
- 1845–1878 Adolf Häckermann, Philologe, Oberlehrer
- 1851–1861 Hermann Friedrich Christoph Lehmann, Philologe, Lehrer
- 1898–1916 Philipp Wegener, Philologe, Direktor
- 1907–1912 Philipp Tribukait, Gymnasialprofessor[5]
- 1921–1935 Clemens Thaer, Mathematikhistoriker, Studienrat
- 1924–1926 Heinrich Stengel, Philologe, anschließend Rektor am Gymnasium Stralsund

## Schüler
- um 1765 Friedrich Andreas Stroth (1750–1785), deutscher Altphilologe und Theologe
- um 1815 Hans Karl Barkow, Anatom und Physiologe
- 1833–1846 Theodor Pyl, Historiker
- bis 1853 Adolf Brieger, Altphilologe und Gymnasiallehrer
- um 1865 Hans Delbrück, Historiker und Politiker
- um 1865 Max Lenz, Historiker
- um 1868 Max Ludwig Rohde, Jurist
- 1872 Max Hofmeier, Gynäkologe
- Gotthard Baier
- 1877–1879 Hermann Lietz, Reformpädagoge
- um 1880 Georg Steinhausen, Kulturwissenschaftler
- 1883 Hugo Wendorff, Politiker
- bis 1893 Konrad Haenisch, Journalist und Politiker (SPD)
- Ende des 19. Jahrhunderts Walter Stengel, Kulturhistoriker
- 1931 Heinrich Ferdinand Curschmann, Rechtsanwalt
- 1934 Berthold Beitz, Manager[6]
- bis 1949 Konrad Fritze, Historiker
- bis 1955 Manfred Stolpe, Politiker[7]
- bis 1990 Angela Marquardt, Politikerin
- bis 2008 Elisabeth Aßmann, Politikerin